# Sarmin
Sarmīn (in arabo سرمين‎?) è una città della Siria situata nel Governatorato di Idlib, 15 chilometri a sud-est di Idlib, il capoluogo, e a un'altitudine di circa 390 metri. 
Sarmīn è il sito di un importante scontro militare tra i Crociati e Turchi Selgiuchidi: la Battaglia di Sarmin del 1115.